# ژولیت دروئه
ژولیت دروئه (انگلیسی: Juliette Drouet؛ ۱۰ آوریل ۱۸۰۶ – ۱۱ مه ۱۸۸۳) هنرپیشه اهل فرانسه بود.
او پس از اینکه معشوقهٔ ویکتور هوگو شد، که به عنوان منشی و همراهش نیز بود، کار خود را بر روی صحنه رها کرد. ژولیت، هوگو را در تبعید خود به جزیره‌های مانش همراهی کرد و در طول زندگی‌اش هزاران نامه به او نوشت.